# Hawksley Workman
Hawksley Workman, nome d'arte di Ryan Corrigan (Huntsville, 4 marzo 1975), è un cantautore, musicista e produttore discografico canadese.
In tutta la carriera ha pubblicato 12 album e alcune delle sue canzoni sono state impiegate nelle serie televisive Scrubs - Medici ai primi ferri, Being Human, Falcon Beach e Queer as Folk.
Nelle esibizioni dal vivo, Workman ha dimostrato di essere in grado di suonare chitarra, batteria, basso e tastiera.

## Carriera

### 1998
Ryan Corrigan frequentò la Almaguin Highlands Secondary School e successivamente la Huntsville High School, prima di trasferirsi a sud, a Toronto, per intraprendere la carriera musicale.
Lo studio di registrazione nel quale lavorò da principio venne ricavato da un seminterrato sulla Hillsdale Avenue appartenuto alla nonna appena scomparsa di un suo amico.
Qui avrebbe registrato For Him and the Girls, (Last Night We Were) The Delicious Wolves, nonché alcune tracce poi uscite con Before We Were Security Guards e Puppy (A Boy's Truly Rough), e avrebbe dato avvio alla sua carriera di produttore discografico.

### 1999-2000
Il primo album di Workman venne distribuito nel 1999 sotto l'etichetta discografica Isadora Records.
Intitolato For Him and the Girl, il prodotto gli valse paragoni con artisti come Tom Waits e Harry Nilsson.
Nel periodo dell'uscita del disco, il cantautore canadese fece pubblicare su NOW una serie di lettere indirizzate a un'amante immaginaria chiamata Isadora.
L'anno seguente collaborò all'album Chrome Reflection, attribuito ai Bird e opera di Workman, Jason Collett e Andrew Cash.
I brani in esso contenuti furono spesso proposti nelle esibizioni dal vivo di Workman.

### 2001-2002
Nel 2001 uscì (Last Night We Were) The Delicious Wolves, con etichette Isadora Records e Universal Music Group.
L'album permise al cantante di ottenere una certa popolarità sia in Canada che in Europa grazie ai singoli Striptease and Jealous of Your Cigarette.
Dello stesso anno è Almost a Full Moon, un EP di canzoni natalizie.
Nell'edizione 2002 vinse due Juno Award nelle categorie miglior solista emergente (Best New Solo Artist) e miglior videoclip (Best Video) per Jealous of Your Cigarette.

### 2003-2005
Registrato in una vecchia scuola trasformata da Workman in uno studio, Lover/Fighter fu pubblicato nel 2003, includendo i singoli We Will Still Need a Song, Smoke Baby, Anger as Beauty (uscito in anticipo rispetto all'album assieme alla cover di Love Will Tear Us Apart), Even an Ugly Man e No Reason to Cry Out Your Eyes (On the Highway Tonight).
In questo periodo comparve con altri cantanti canadesi com Jully Black e Sam Roberts nel documentario a tematica sociale Inside Your Threads, diretto da Tania Natscheff and Liz Marshall; in Bangladesh Workman e la Black visitarono stabilimenti di lavoratori di materiale tessile destinato al mercato nordamericano, per testimoniarne le condizioni di vita.
Workman nel 2004 riorganizzò il materiale registrato nel 1998 e Before We Were Security Guards venne distribuito.
Originariamente, l'album fu reso disponibile solo ai concerti del cantante, successivamente venne messo a disposizione anche sul suo sito web ufficiale tramite ordinazione.
Il DVD Live in Lille, sempre del 2004, è dedicato alla sua esibizione in Francia a Lilla.

### 2006
Nel 2006 il cantautore canadese pubblicò ben tre album: Treeful of Starling dal 28 febbraio, Puppy (A Boy's Truly Rough), i cui brani erano stati registrati nel periodo compreso tra l'uscita di For Him and the Girls e quella di (Last Night We Were) The Delicious Wolves, e My Little Toothless Beauties.
Anche questi ultimi due lavori, come già Before We Were Security Guards, poterono essere acquistati solamente nelle esibizioni dal vivo di Workman e via internet.

### 2008

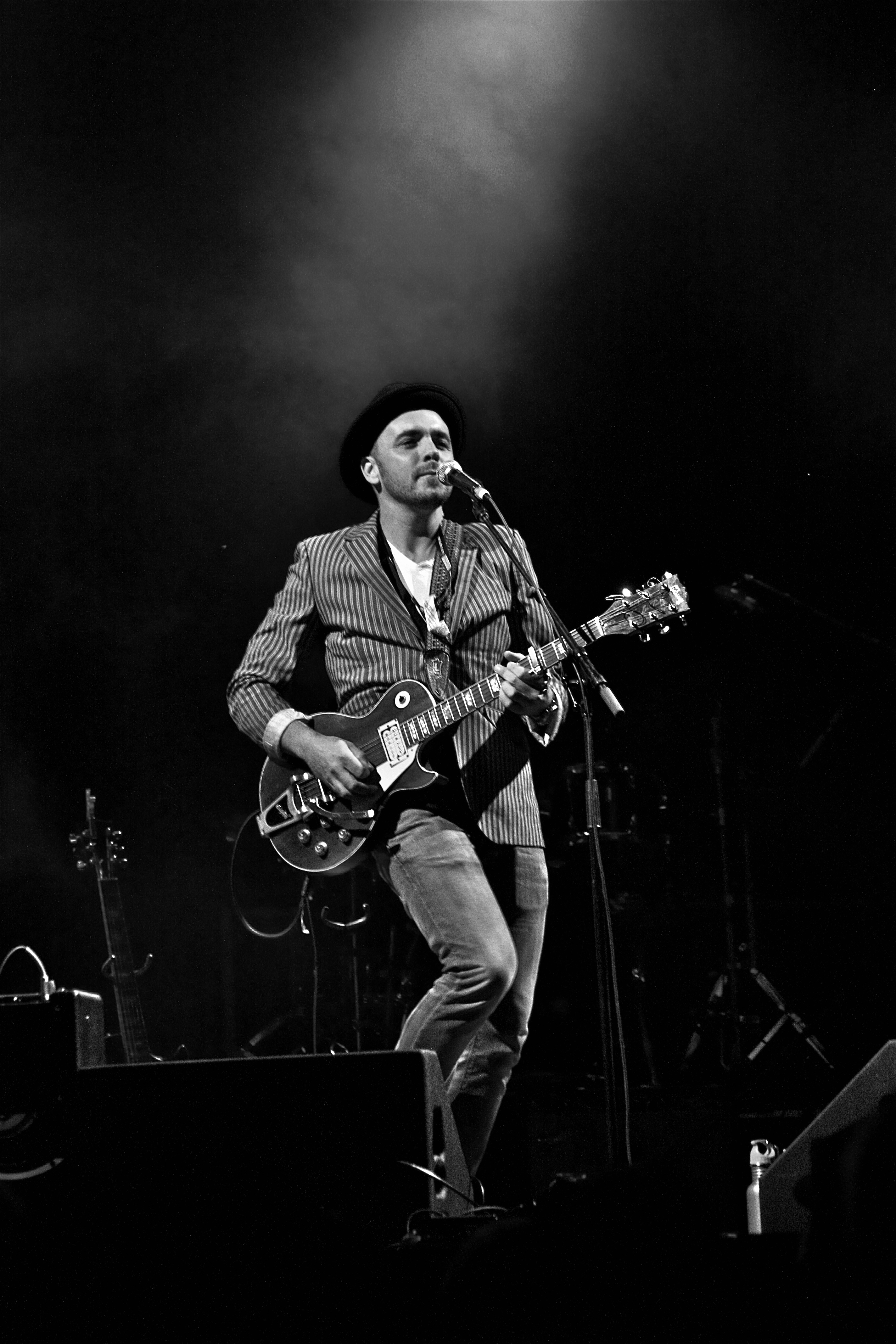
Workman durante un concerto

L'uscita di Between the Beautifuls all'inizio del 2008 fu accompagnata dal singolo Piano Blink, prodotto da Martin McKinney.
A maggio contribuì alla campagna pubblicitaria a scopo benefico di Cartier con il brano The Ground That We Stand On; in tal senso, duettò con il Premio Oscar Marion Cotillard in un altro singolo, intitolato The Strong Ones.
Los Manlicious, distribuito nel maggio 2008 in Europa e in agosto in Canada, fu registrato assieme al precedente Between the Beautifuls, e Workman stesso aveva intenzione di proporlo come primo album di quell'anno, ma determinante nella scelta fu la volontà della Universal Music.
Per il cantante, Los Manlicious fu un ritorno alle sonorità rock più intense caratteristiche dei primi anni ((Last Night We Were) The Delicious Wolves in particolare) e differenti rispetto agli ultimi due album.
Durante la promozione del disco in Europa, girò in varie città videoclip per otto dei tredici brani di Los Manlicious, reperibili su YouTube e sulla sua pagina Facebook ufficiale.

### 2010
Nel 2010 realizzò due nuovi album: Meat (19 gennaio) e Milk (10 agosto); le canzoni di quest'ultimo furono messe a disposizione in digitale già 5 mesi prima della pubblicazione ufficiale.

### 2011
Workman decise di lavorare nuovamente sul suo Almost a Full Moon e, nel novembre, uscì una nuova versione dell'album dal titolo Full Moon Eleven.

## Discografia
- 1999 - For Him and the Girls
- 2001 - (Last Night We Were) The Delicious Wolves
- 2002 - Almost a Full Moon
- 2003 - Lover/Fighter
- 2004 - Before We Were Security Guards
- 2006 - Treeful of Starling
- 2006 - My Little Toothless Beauties
- 2006 - Puppy (A Boy's Truly Rough)
- 2008 - Between the Beautifuls
- 2008 - Los Manlicious
- 2010 - Meat
- 2010 - Milk
- 2019 - Median Age Wasteland